# Majas myr
Majas myr är en sjö i Karlstads kommun i Värmland och ingår i Göta älvs huvudavrinningsområde.